# 데지마

나가사키 만의 데지마의 모습 (1636)

데지마(일본어: 出島, 영어: Dejima, Deshima, Exit Island)는 1636년 에도 막부의 쇄국정책 일환으로 나가사키에 건설한 인공섬이다. 부채꼴 모양 섬으로, 전체 넓이는 약 1.3ha정도다. 1641년에서 1859년 사이 대 네덜란드 무역은 오직 이곳에서만 독점적으로 허용되었으며, 쇄국일본 시기 서양과 교류라는 숨통을 터놓았던 상징적인 장소다.
당시 일본은 1년에 한 번 쇼군에게 국제 흐름을 설명한 네덜란드 상인들을 통해 서양을 이해했다. 일본이 네덜란드 상인들에게만 교류를 허락한 이유는 네덜란드 상인들 관심사는 일본과 무역으로 이익을 남기는 것이지, 전도(傳道)가 아니었기 때문이다.

## 역사

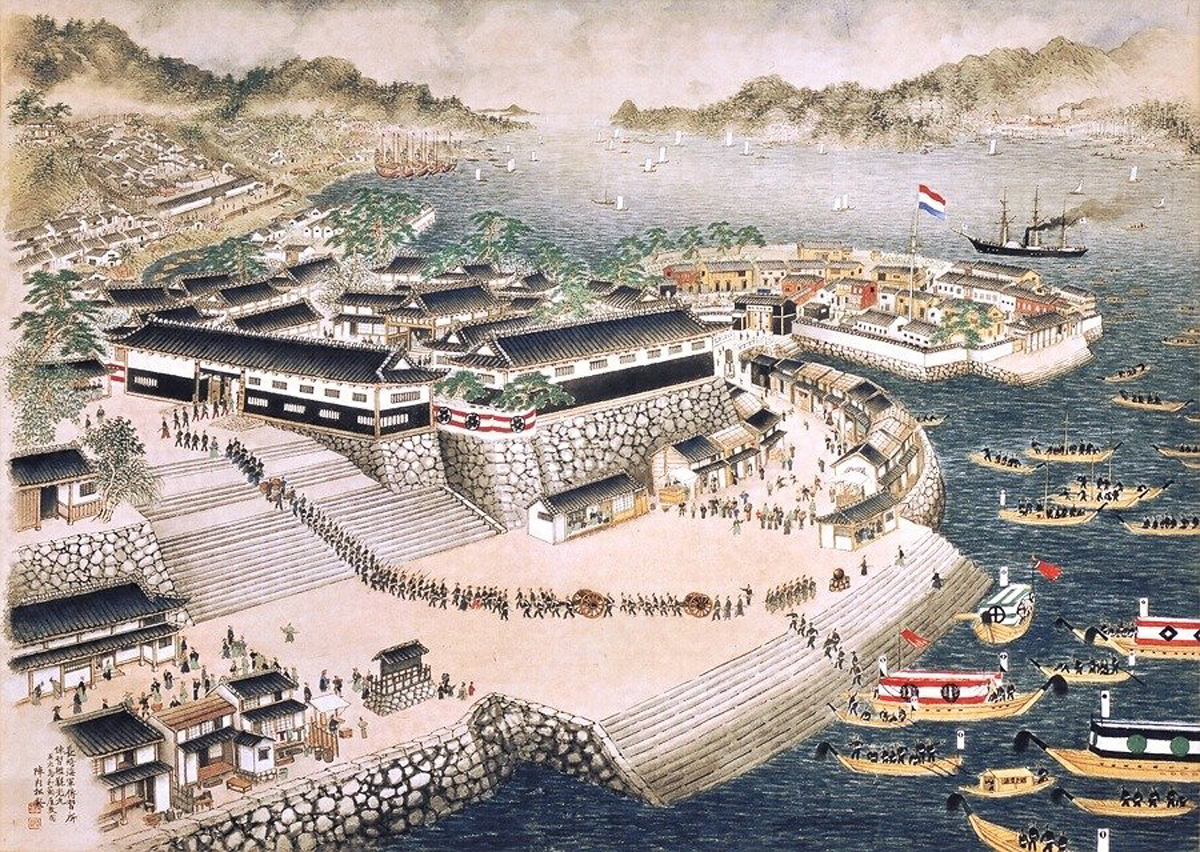
나가사키 해군교습소와 데지마

데지마는 1634년부터 2년에 걸쳐 포르투갈인을 수용하기 위한 시설로서 막부가 나가사키의 마치슈(町衆, 부유한 상공업자)들에게 건설을 명하여 만들었다. 건설비용은 우선 건설을 담당한 업자들이 부담하게 하고, 나중에 입주할 포르투갈인(후에 네덜란드인으로 교체)에게 토지 사용료(임대료)를 업자들에게 매년 지불하는 형식으로 건설비용을 보상받도록 하였다.
1639년 로마 가톨릭 선교 활동을 하는 포르투갈인 추방 후에 1641년 히라도섬에서 네덜란드 동인도 회사의 상관(商館)을 이곳으로 옮기고 네덜란드인을 거주하게 했다. 이후, 약 200년 동안 네덜란드인과 통상 활동이나 일본내 활동을 막부가 통제했다. 원칙적으로 공무상 출입이 허용된 일본 관리 이외 출입을 금지했고, 네덜란드인도 예외적인 경우를 제외하고 일본 체류 기간 동안 좁은 데지마안에서만 지내야 했다.
하지만 한국방송 역사스페셜에 따르면, 데지마의 네덜란드 사람들은 일본 여성과 결혼하는 등 자유롭게 생활했다고 한다. 1855년 일란화친조약체결에 따라 네덜란드인이 나가사키시를 자유롭게 출입하고서 그 존재가치가 유명무실해졌으며, 1859년 데지마내 네덜란드 공관을 폐쇄했다.

## 의의

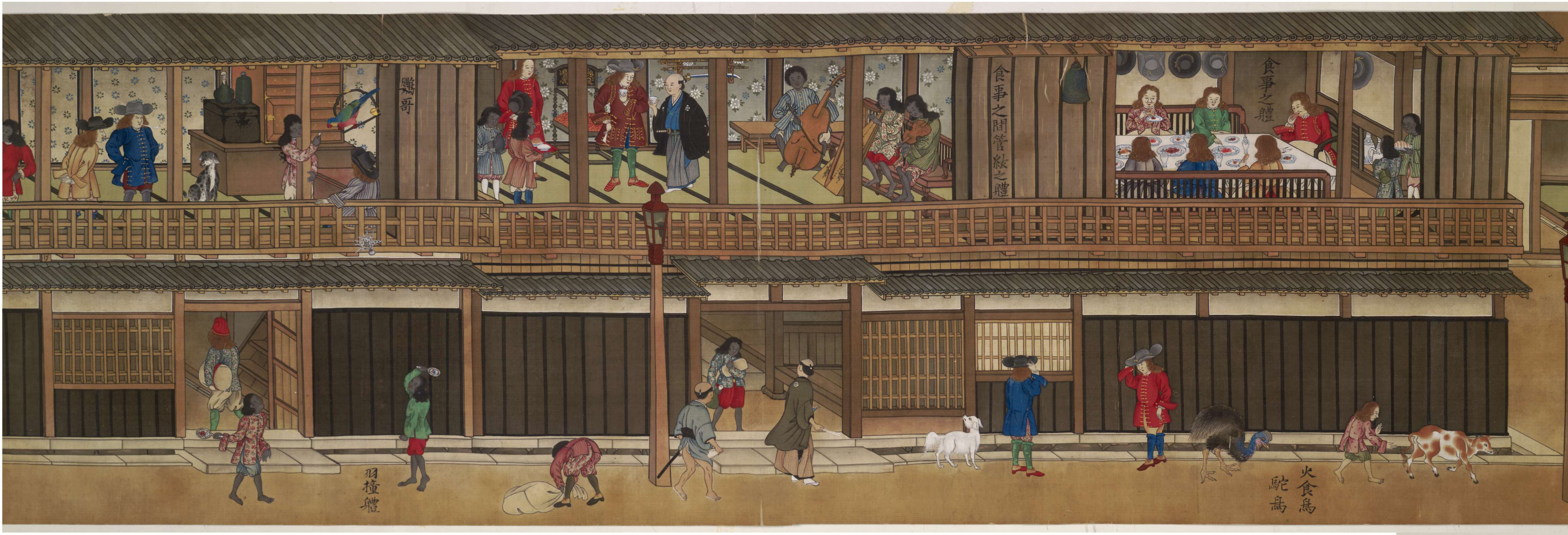
데지마에서의 배드민턴

데지마는 일본의 유일한 서양과의 교류창구였으며, 네덜란드 상관에 부임한 엥게르벨트 캠벨과 칼 튠베리크 그리고 시볼트 등의 네덜란드인들은 일본의 문화및 동·식물을 그들의 고국에 소개했다. 도쿠가와 요시무네가 실학을 장려하고, 양서를 해금조치한 결과, 데지마를 통해 입수된 서양서적들은 의학,천문역학등의 연구를 촉진시켰다. 난학을 통하여 탄생한 합리적 사고 및 인간평등사상등은 막부말기의 일본에 커다란 사상적 영향을 끼쳤다.

## 현재

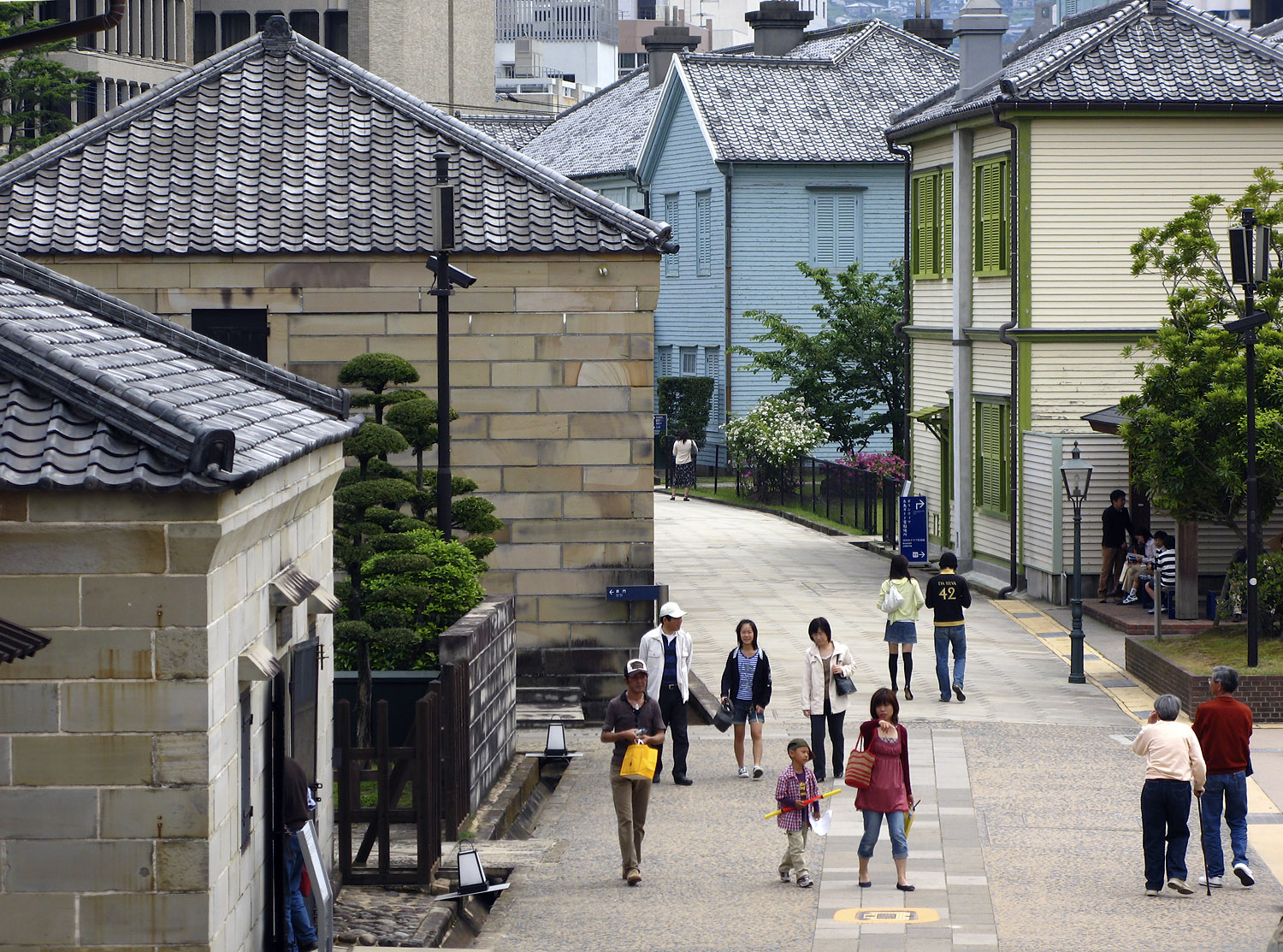
데지마의 현재의 복원된 모습

데지마는 1904년 항만개량공사를 통해 주변이 매립되어 섬으로써의 기능을 상실하였고, 현재는 당시의 모습을 찾아볼 수 없다. 단, 도로상에 데지마의 범위를 표시한 징이 박혀 있다.
1996년도부터 나가사키시가 약 170억엔의 비용을 들여 데지마 복원사업을 추진하고 있으며, 2000년도까지 1기공사가 완료되어 상관장(商館長)차석이 거주한 방등 5동의 건물이 완성되었다. 2006년에서는 제 2기 공사가 완료되어 상관장 자택, 일본관리의 거주지, 난학관등을 포함한 다섯 채의 건물이 추가로 복원되었다. 나가사키시의 계획에 따르면 2010년까지 나머지 15채의 건물을 복원 후 주변의 땅을 파내어 부채꼴 모양의 윤곽까지 복원시킬 예정이라고 한다.

## 가는 길
- 나가사키 전기 궤도(노면전차) 데지마 전차 정류장이 소재한 지역임.

## 미디어
- KBS 1TV : 《걸어서 세계속으로》

## 같이 보기
- 필리프 프란츠 폰 지볼트
- 프란치스코 하비에르
- 덴쇼 소년사절단
- 하세쿠라 쓰네나가
- 이와쿠라 사절단
- 토머스 블레이크 글러버
  - 글로버 가든(en:Glover Garden, ja:グラーバー園)
- 어니스트 메이슨 새이토
- 매튜 C. 페리
- 제임스 커티스 헵번
- 자딘 매티슨
- 로버트 네일 워커(Robert Nale Walker)
- 왜관
  - 초량왜관
- 삼포 왜란